# Павел Тагарис
Павел Тагарис (на гръцки: Παῦλος Παλαιολόγος Τάγαρις) (ок. 1320 или 1340, † след 1394) е византийски монах. Възможно е да е син на Мануил Тагарис или да е друг негов родственик. Самият Павел обаче претендира, че майка му е втората съпруга на Мануил - Теодора Асенина Палеологина, дъщеря на българския цар Иван Асен III и внучка на император Михаил VIII Палеолог, което не е потвърдено.
Като юноша той става монах, за да избегне нежелан брак. Забърква се в скандал и му се налага да бяга от Константинопол. Пътува из Палестина, Персия, Грузия, Унгарското кралство, Италия, Кипър, Франция. Ръкополага в епископски сан желаещите срещу заплащане като твърди, че е православният патриарх на Йерусалим. Отказва се от православието в полза на католицизма, след което отново от католицизма в полза на православието. Номиниран от папата за патриарх на Константинополската латинска патриаршия в края на 1379 или началото на 1380 г.